# Заблатје Посавско
Заблатје Посавско је насељено место у саставу Града Велике Горице, у Туропољу, Хрватска.

## Становништво
| Националност       | 1991.       |
| Хрвати             | 37 (94,87%) |
| Срби               | 1 (2,56%)   |
| Југословени        | 0           |
| остали и непознато | 1 (2,56%)   |
| Укупно             | 39          |